# Saint-Denis-le-Ferment
Saint-Denis-le-Ferment ist eine französische Gemeinde mit 502 Einwohnern (Stand: 1. Januar 2022) im Département Eure in der Region Normandie. Sie gehört zum Arrondissement Les Andelys und zum Kanton Gisors. Die Einwohner werden Dionysiens genannt.

## Geographie
Saint-Denis-le-Ferment liegt etwa 76 Kilometer ostsüdöstlich von Rouen. Umgeben wird Saint-Denis-le-Ferment von den Nachbargemeinden Hébécourt im Norden, Bazincourt-sur-Epte im Osten, Gisors im Süden und Südosten, Bézu-Saint-Éloi im Westen und Südwesten,  Heudicourt im Westen sowie Sancourt im Nordwesten.

## Bevölkerungsentwicklung
| Jahr                      | 1962 | 1968 | 1975 | 1982 | 1990 | 1999 | 2006 | 2013 |
| Einwohner                 | 242  | 174  | 214  | 298  | 405  | 456  | 454  | 504  |
| Quelle: Cassini und INSEE |      |      |      |      |      |      |      |      |

## Sehenswürdigkeiten
- Kirche Saint-Denis aus dem 12./13. Jahrhundert, seit 1927 Monument historique
- früheres Priorat Sainte-Austreberthe aus dem 13. Jahrhundert
- Herrenhaus von Montalègre aus dem 16. Jahrhundert, seit 1921 Monument historique
- Herrenhaus von Le Coudray aus dem 16. Jahrhundert, Umbauten aus dem 18. Jahrhundert
- Mühle von Saint-Paër aus dem 18. Jahrhundert

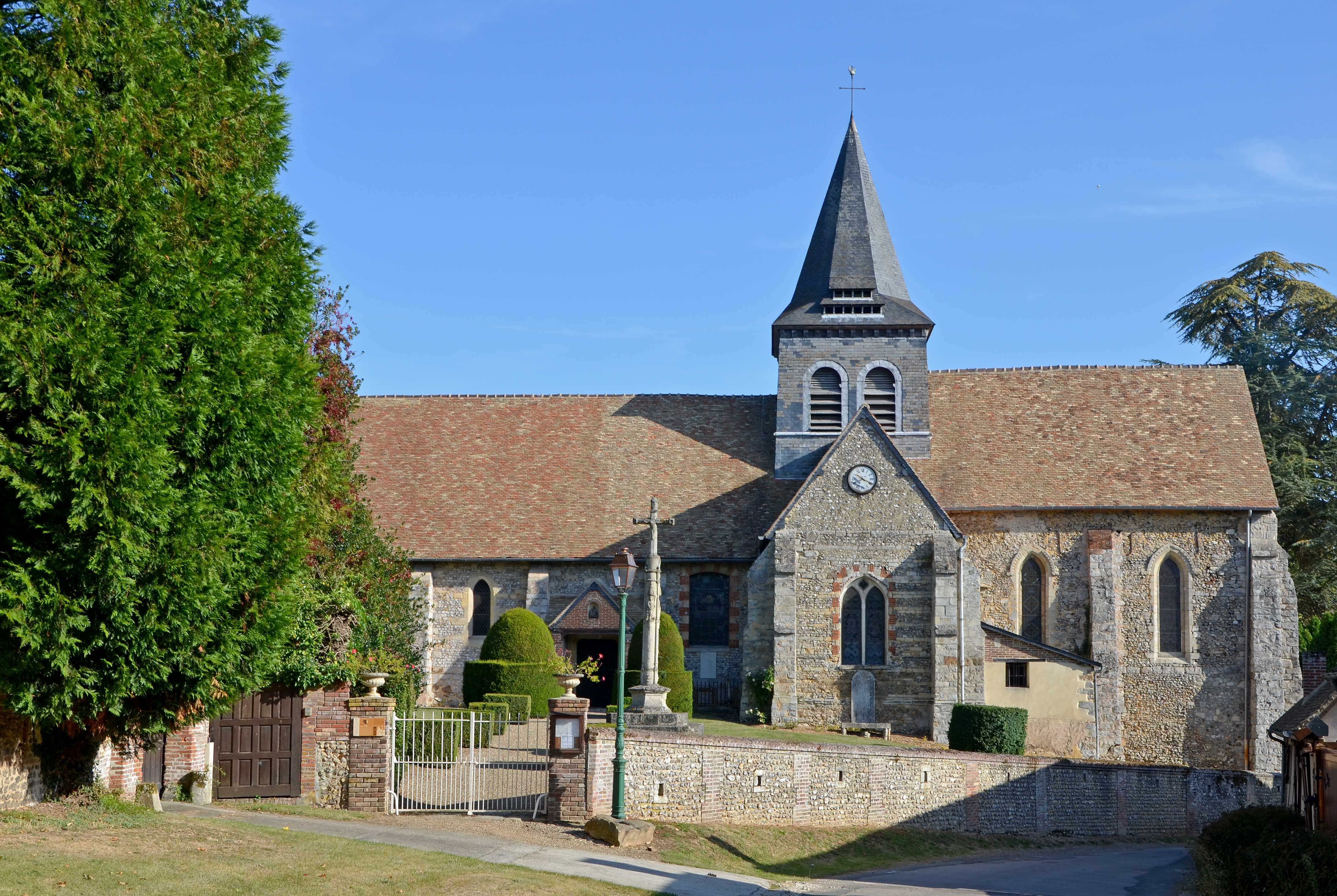
Kirche Saint-Denis
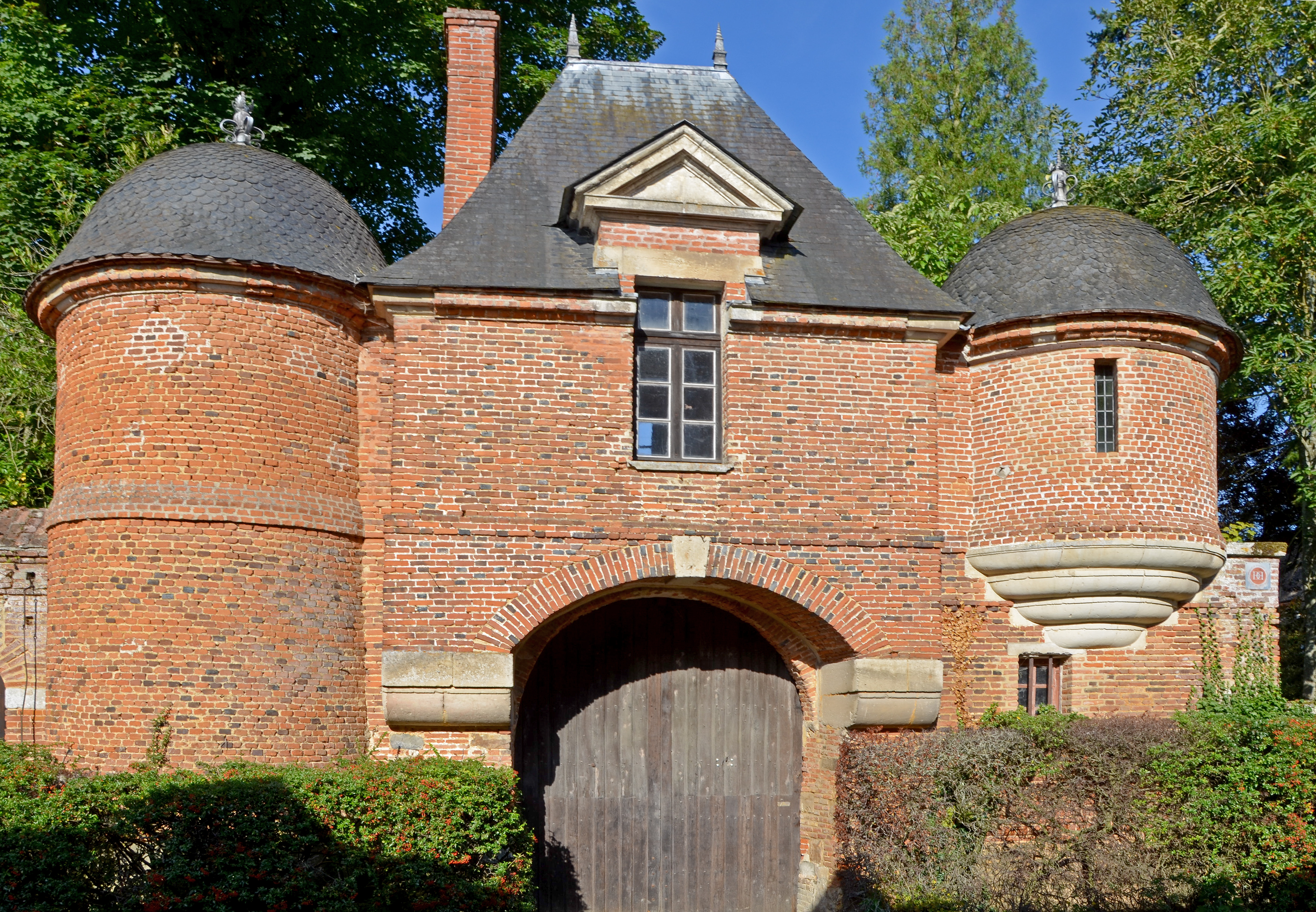
Tor zum Herrenhaus von Montalègre
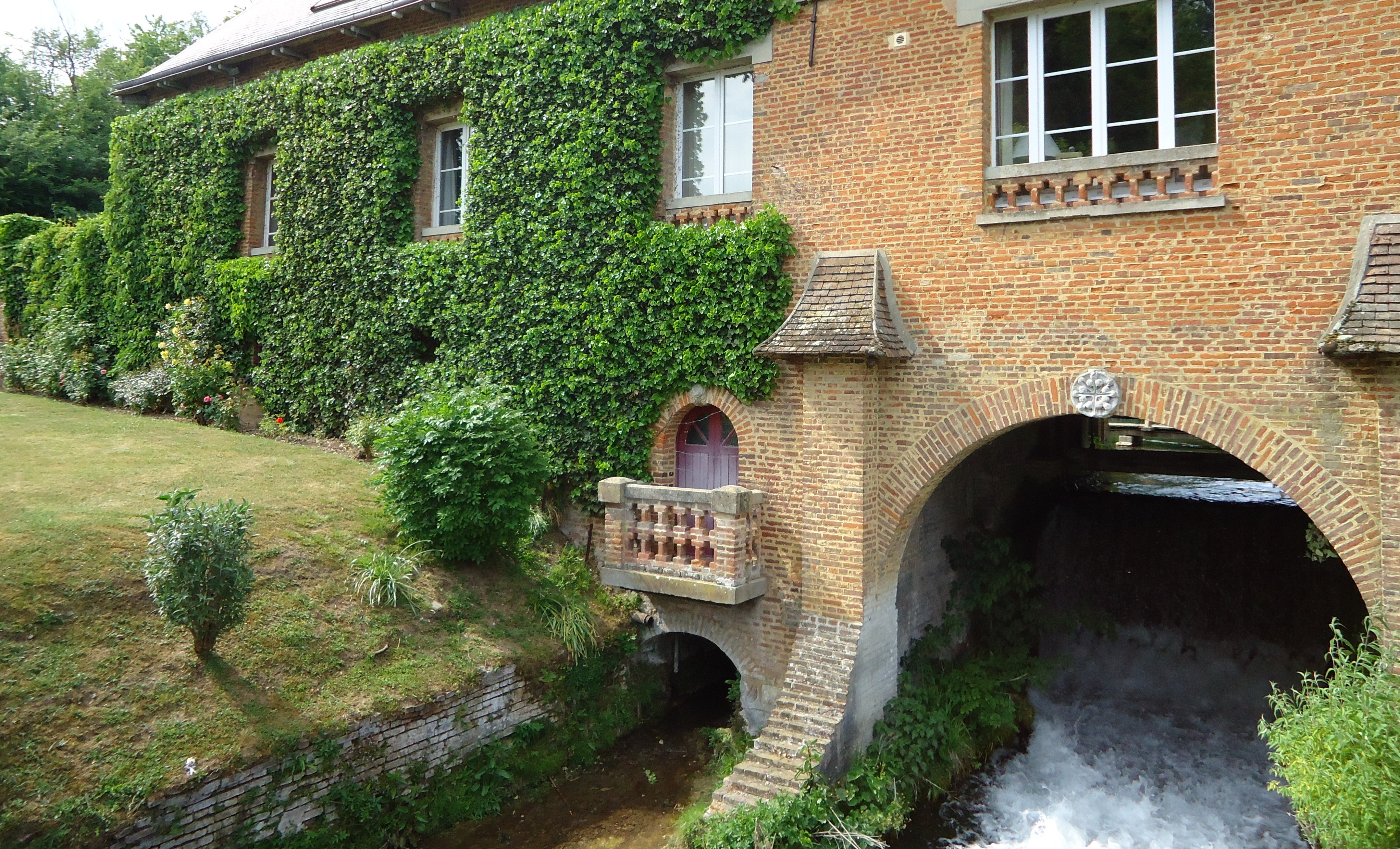
Mühle von Saint-Paër